# Lokalisation (Neurologie)
Unter Lokalisation (von lateinisch locus ‘Ort, Platz, Stelle, Bereich’) wird auf dem Gebiet der Neurologie die Zuschreibung von Leistungen oder Funktionen gewisser Art zu topographisch umschriebenen Nervenzellen und Gehirnregionen bestimmten Orts verstanden. Als Prototyp dieser Vorstellung können u. a. die Brodmann-Areale gelten, die als „Gehirnkarten“ eine möglichst genaue topische Gliederung verschiedener Leistungen der Großhirnrinde wiedergeben sollen. Die neurowissenschaftlichen Lokalisationstheorien beziehen sich auf die Beobachtung spezifischer Funktionseinschränkungen bei lokalen Hirnschädigungen sowie von Reaktionen bei Reizungen bestimmter Hirnregionen. Als Ausdruck der möglichst punktgenauen Lokalisierbarkeit von neuronalen Funktionen hat sich der Begriff des Zentrums gebildet.

## Geschichte
Siehe auch: Geschichte der Hirnforschung#Die Idee der funktionellen Lokalisation
Die (zerebrale) Lokalisationslehre in der Neurologie ist die Entsprechung zur Lokalisationslehre in der Medizin. Die diagnostischen Verfahren beruhen abgesehen von der Anamnese nahezu alle auf dem Prinzip der Lokalisation. Dies bedeutet, dass ein körperliches Bezugsschema zum Erkennen von Krankheit dient, d. h. zu einer möglichst genauen Bestimmung der Lage des Krankheitsprozesses. In der Neurologie und Psychiatrie ist dies jedoch in besonderer Weise problematisch, vgl. auch → Leib-Seele-Problem.

### Theoretische Standpunkte

Abb. 1 Titelseite der Originalarbeit von René Descartes: Les passions de l'âme. Paris 1649

Die Anfänge der heutigen durch naturwissenschaftliche Forschungsergebnisse inspirierten Lokalisationslehre im ZNS – sieht man von  Hippokrates und René Descartes ab – sind im 18. Jahrhundert zu sehen. Hier wurde – wie vorstehend im Sinne des Leib-Seele-Problems angedeutet – eine zum Teil heftige ideologische Auseinandersetzung eingeleitet, deren Folgen sich  bis in die Verordnung der Erbgesundheitsgesetze des 20. Jahrhunderts fortsetzten. Selbst wenn man davon ausgeht, dass die Neurologie in Abgrenzung zur Psychiatrie die lokalisierbaren Erkrankungen des zentralen und peripheren Nervensystems beschreibt, so ist den Vertretern einer extremen Lokalisationslehre bereits vom physiologischen Standpunkt aus entgegenzutreten. Die extreme Lokalisationslehre und ihre Begrenzung auf Organe und Organbestandteile musste notwendig eine Gegenlehre hervorrufen. Dies war im Bereich der Allgemeinmedizin die Psychosomatik. Auf dem Gebiet der Neurologie war dies speziell die Lehre der Neuroplastizität. Sie besagt, dass für jede einzelne Leistung immer das Gesamtgehirn zusammenarbeiten muss und einzelne Funktionen überhaupt nicht lokalisierbar seien. Hirnzellen seien prinzipiell in der Lage, auf jedem Gebiet spezifischer Leistungen alle möglichen Funktionen zu übernehmen (→ Äquipotentialtheorie).
In neuerer Zeit hat Henri Ey (1900–1977) mit seiner organo-dynamischen Theorie auf das Zusammenwirken höherer und niedrigerer Bezirke des ZNS hingewiesen. Bereits Paul Joseph Barthez (1734–1806) führte die Einheit des Organismus auf ein allgemeingültiges Lebensprinzip zurück, das die einzelnen Teile des Körpers durch »Sympathie« zusammenhält. Marie Jean Pierre Flourens (1794–1867) unterschied 1824 zwischen ortsbestimmten und übergreifenden Funktionen des Gehirns (action propre – action commune). Dem entspräche heute die Unterscheidung zwischen streng lokalisierbaren Zentren (Primäre Rinde) und Assoziationsfeldern. Der strengen Lokalisationslehre steht daher heute wie vor knapp 200 Jahren eine ganzheitliche Auffassung der Gehirnvorgänge gegenüber. Flourens setzte sich auch mit der Phrenologie von Franz Joseph Gall (1758–1828) auseinander. René Descartes (1596–1650) lokalisierte die Wechselwirkung zwischen Leib und Seele in die Zirbeldrüse (siehe auch seine Unterscheidung zwischen res cogitans und res extensa) und bereits Albertus Magnus (1200–1280) vermutete den Sitz der Gefühle und des Gedächtnisses in den Hohlräumen des Gehirns. Der Kirchenvater Augustinus (354–430) verband seelische Vorgänge getrennt nach Vorstellung, Vernunft und Gedächtnis mit der vorderen, mittleren und hinteren Schädelgrube. Hippokrates von Kos (460–370 v. Chr.), der gewiss auch von naturphilosophischen Vorstellungen geprägt war, kann als erster Naturwissenschaftler in der Medizin angesehen werden. Er beschrieb bereits um 400 v. Chr. die Seele als abhängig von einem Körper. Nach ihm hat Erasistratos von Chios (um 305–250 v. Chr.) in der Medizinschule von Alexandria das Gehirn anatomisch untersucht und die untereinander in Verbindung stehenden Hohlräume der vier Hirnventrikel als „leerstehenden“ Sitz der Seele angesehen. Heute hat sich der Lokalisationsgedanke jedoch immer mehr auch des Denkens, Lernens und sogar vieler psychischer Vorgänge angenommen.
Der Lokalisationsgedanke ist bis heute bestimmend für die vielfach beachtete begriffliche Unterscheidung zwischen Seele und Psyche. Während mit Seele häufig eine immaterielle und daher nicht lokalisierbare Substanz gemeint ist, wird der Begriff Psyche von der Naturwissenschaft bevorzugt im Sinne der „res extensa“ von Descartes, also der „(räumlich) ausgedehnten Sache“. So ist z. B. im Wörterbuch der Psychiatrie und medizinischen Psychologie von Uwe Henrik Peters der Begriff „Seele“ erst gar nicht enthalten. Schon indem man von Seele spricht, unterscheidet man sie vom Leib. Bis zur These von Friedrich Albert Lange (1828–1875) von einer „Psychologie ohne Seele“ war und ist die Frage nach der Seele Aufgabe einer eher philosophisch bestimmten rationalen Psychologie.

### Naturwissenschaftliche Forschungsergebnisse
In rein naturwissenschaftlicher Form ist zunächst der Name von Paul Broca zu nennen, der 1861 eine motorische Aphasielehre veröffentlichte. John Hughlings Jackson vermutete 1864 Irritationen der Präzentralwindung als Ursache für bestimmte fokale Anfälle. Bernhard von Gudden stellte 1870 einen Zusammenhang von Schädigung des Occipitallappens und Entfernung beider Augen bei einem jungen Tier fest. Carl Wernicke beobachtete 1874 erstmals eine Schädigung in der ersten Schläfenwindung bei Kranken mit einer Störung des Wortverständnissens, hieraus leitet sich die heutige Bezeichnung der Wernicke-Aphasie ab.
Es folgten zahlreiche Tierversuche mit elektrischer Reizung verschiedener Hirnregionen. Robert Bartholow führte erstmals 1874 unmittelbare cerebrale Reizversuche beim Menschen aus.
Eine erste, viel diskutierte Hirnrindenkarte entwarf Karl Kleist (1879–1960), ein Schüler Wernickes (1848–1905). Er verknüpfte einzelne Hirnfunktionen mit den zytoarchitektonischen Feldern von Korbinian Brodmann (1868–1918). Mit einigen Abänderungen durch das Ehepaar Oskar Vogt (1870–1959) und Cécile Vogt (1875–1962) sowie den Arbeiten von Constantin von Economo (1876–1931) entspricht diese Karte der heute gebräuchlichen Hirnrindenkarte. Durch zahlreiche Arbeiten am freigelegten Gehirn konnten Prinzipien der Somatotopie neurochirurgisch belegt werden. Das EEG und eine Reihe von weiteren technischen Verfahren zeigten sich als hilfreich für den Nachweis elektrophysiologischer Lokalisation.

## Entwicklungsgeschichte

Abb. 2. Myelinisierungsstadien des Gehirns nach Paul Flechsig. Die dunklen Areale werden früh, die hellgrauen später und die weißen z. T. erst während der Pubertät myelinisiert.

Paul Flechsig (1847–1929) hat auf die ontogenetische Reihenfolge der Myelinisierung des Gehirns beim Menschen hingewiesen. Zunächst sind die primären sensorischen und motorischen Areale myelinisiert. Dies sind Hirnrindengebiete, die für die primäre Verarbeitung von Sehen, Hören und Tasten verantwortlich sind und zum Ausführen von Bewegungen gebaucht werden. Bei den in frühen Lebensjahren noch nicht myelinisierten Arealen handelt es sich um weite Teile des Frontallappens, des Parietal- und Temporalhirns. Es sind dies Areale, die später zum Assoziationscortex gehören. Die Myelinisierung eines Nerven setzt erst mit seiner Funktion ein. Die motorischen Bahnen sind meist früher markreif als die sensiblen. Unter den sensiblen Fasern werden als erste die des Nervus vestibularis markreif. Stammesgeschichtlich ältere Systeme (vgl.a. → Paläocortex und Archicortex) werden früher markreif als stammesgeschichtlich junge, wie z. B. die Pyramidenbahn.
Ein weiterer lokalisatorischer Gesichtspunkt zur Entwicklungsgeschichte des ZNS ist die sensomotorische Gliederung. Das ausgereifte menschliche Gehirn lässt in dieser Hinsicht seine Ähnlichkeit mit dem segmentalen Bauplan erkennen. Dieser segmentale Bauplan geht aus der noch ungegliederten Neuralrinne hervor, die für Gehirn und Rückenmark ein gemeinsames Ursprungsstadium darstellt. Dies heißt, dass im ausgereiften Gehirn topographisch-anatomische Merkmale angetroffen werden, wie sie auch im Rückenmark feststellbar sind. Sensible Afferenzen sind im Rückenmark die hinteren Wurzeln, motorische Efferenzen sind die vorderen Wurzelnerven. In ähnlicher Weise ist auch das Gehirn gegliedert. Die sensorischen Qualitäten sind in den hinteren Abschnitten des Gehirns, die motorischen in vorderen Abschnitten des Gehirns lokalisiert. Zu diesen „motorischen Qualitäten“ zählt u. a. auch die im Frontalhirn lokalisierte Willensbildung. Die Grenzlinie zwischen sensorischen und motorischen Bereichen ist die Sylvische Furche. Sie stellt sozusagen die Symmetrieachse zwischen sensorischen und motorischen Zentren dar, wie z. B. auch zwischen sensorischem und motorischem Sprachzentrum.
Nach der von Henri Ey entwickelten Organo-dynamischen Theorie müssten die zuletzt ausreifenden Gehirnareale die am höchsten entwickelten Funktionen repräsentieren. Die Theorie wurde jedoch von Vertretern der Lokalisationslehre, wie Paul Broca, angegriffen.

## Topische Diagnostik
Innerhalb der Neurologie besitzt die topische Diagnostik einen besonderen Stellenwert, da innerhalb des Nervensystems auf engstem Raum recht komplizierte strukturelle Zusammenhänge zu beachten sind, die meist mit physiologischen Besonderheiten verknüpft sind. Die topische Diagnostik versucht diesen Gesichtspunkten funktioneller und struktureller Art in besonderer Weise gemeinsam Rechnung zu tragen.
Beispielsweise endet ein peripherer Nerv rein anatomisch betrachtet bei seinem Eintritt ins Rückenmark. Aus funktionaler neuronaler Sicht verläuft ein peripherer motorischer Nerv jedoch vom Vorderhorn des Rückenmarks ausgehend bis zur motorischen Endplatte im Muskel. Diese neuronale Funktionseinheit und die Gestalteinheit aus anatomisch-makroskopischer Sicht decken sich also nicht immer.
Funktionelle Gesichtspunkte werden von der topischen Diagnostik bevorzugt, da strukturelle Besonderheiten erst durch die mit ihnen verbundenen Leistungen und Störanfälligkeiten verständlich werden. Robert Bing hat 1913 das erste Lehrbuch der Neurologie verfasst, das den theoretischen und empirischen naturwissenschaftlichen Grundlagen der Anatomie, Topographie und Physiologie des Nervensystems den Vorrang einräumte gegenüber den sonst üblichen rein empirischen klinischen Einteilungsprinzipien nach Krankheitseinheiten (→ Nosologie), wie sie auch in der Inneren Medizin üblich ist. Sein Kompendium der topischen Gehirn- und Rückenmarkdiagnostik ist bereits 1909 erschienen. Bing hat sein Lehrbuch in den folgenden Jahrzehnten in vielen Neuauflagen jeweils neu bearbeitet. Neuere Autoren von Lehrbüchern der topischen Diagnostik in der Neurologie sind Peter Duus und Fritz Broser.